# Aieta
Aieta is een gemeente in de Italiaanse provincie Cosenza (regio Calabrië) en telt 878 inwoners (31-12-2004). De oppervlakte bedraagt 48,0 km², de bevolkingsdichtheid is 19 inwoners per km².

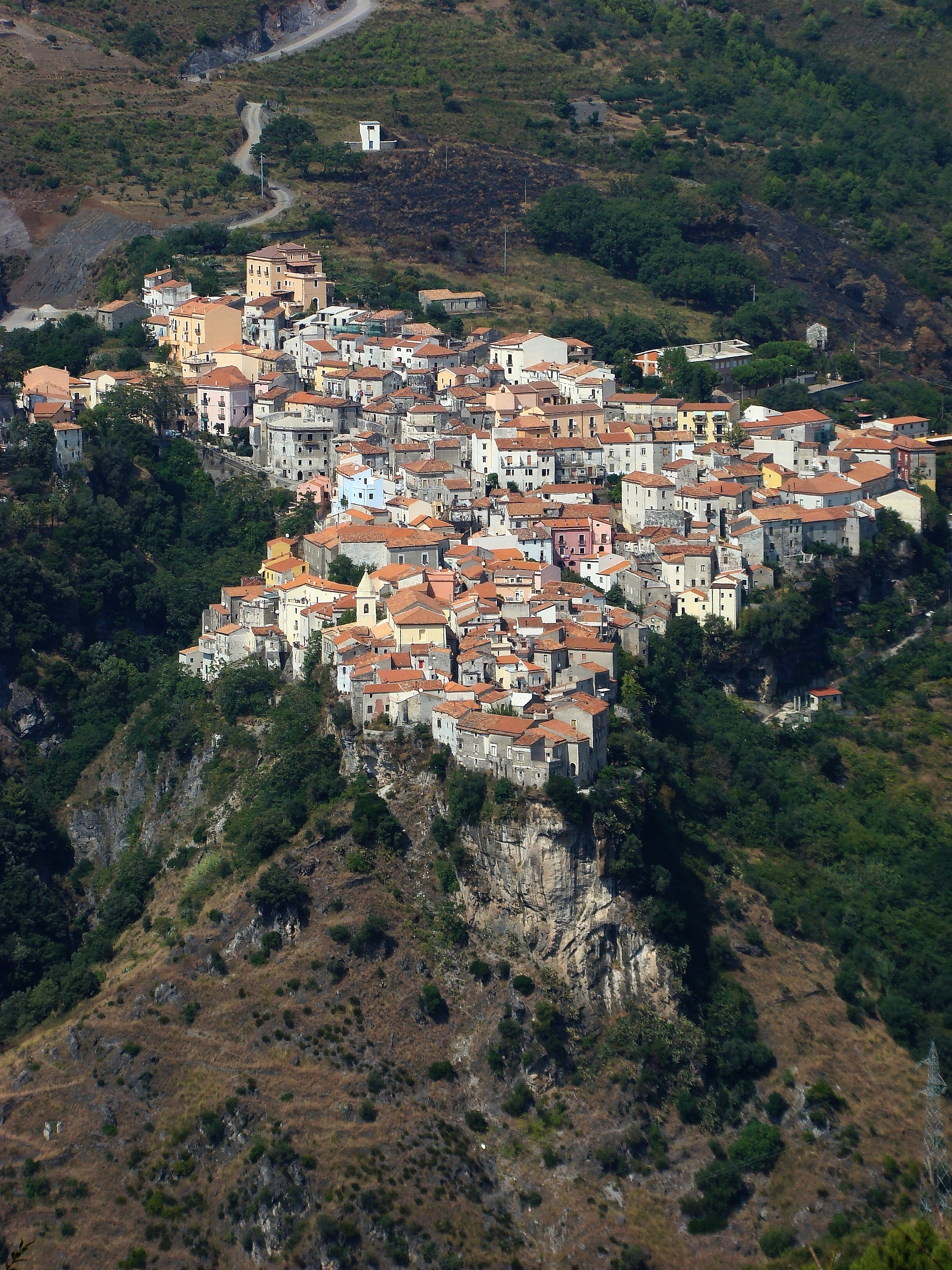
Aieta
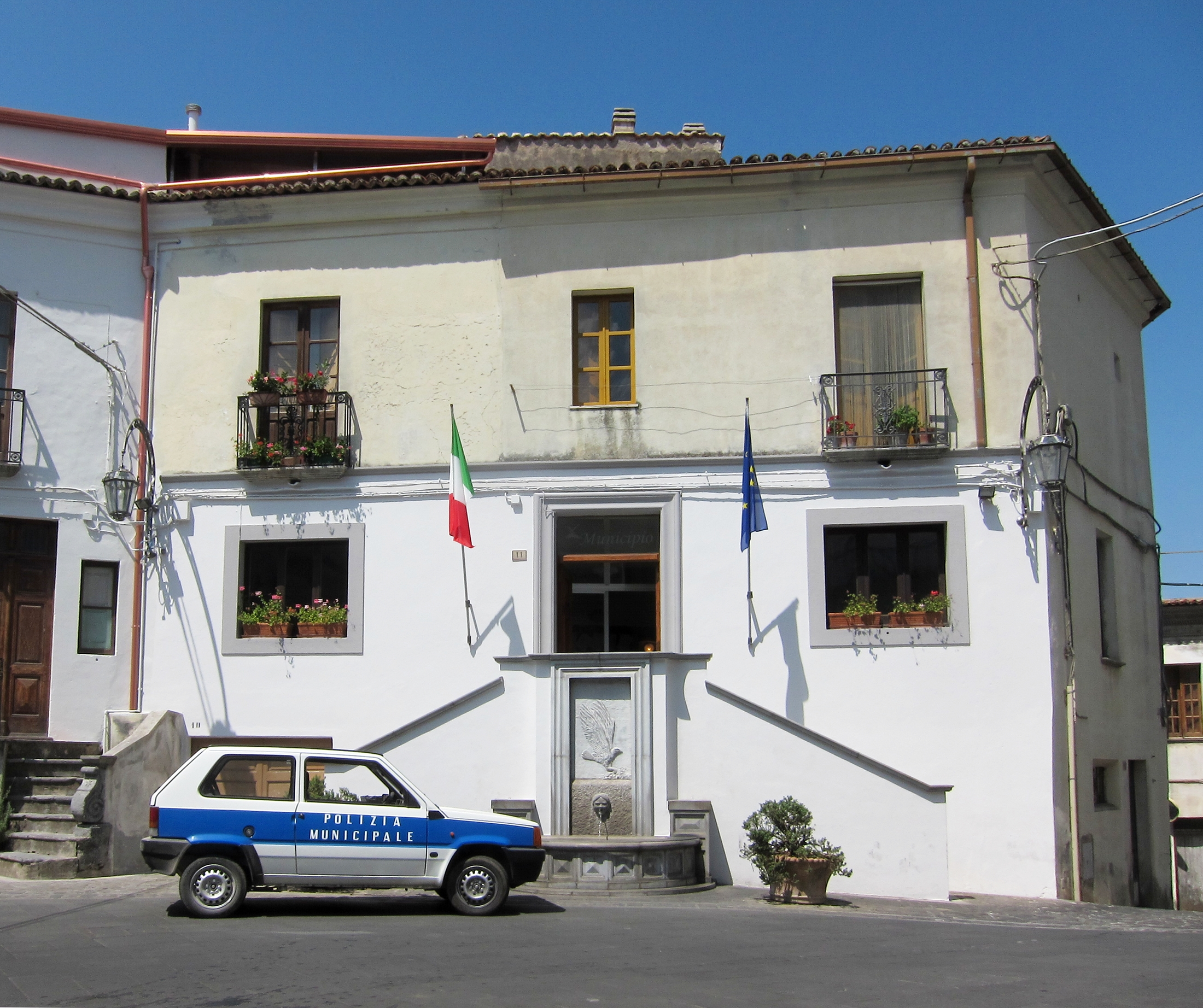
Gemeentehuis

## Demografie
Aieta telt ongeveer 324 huishoudens. Het aantal inwoners daalde in de periode 1991-2001 met 13,2% volgens cijfers uit de tienjaarlijkse volkstellingen van ISTAT.
| Jaar | Inwoneraantal |
| ---- | ------------- |
| 1991 | 1028          |
| 2001 | 892           |

## Geografie
De gemeente ligt op ongeveer 524 m boven zeeniveau.
Aieta grenst aan de volgende gemeenten: Laino Borgo, Laino Castello, Papasidero, Praia a Mare, Tortora.